# Infinitae Terrae
Infinitae Terrae "Percorsi musicali tra le due Americhe l'Africa e l'Europa", è un album di Dario Aspesani pubblicato nel maggio 2002.
È questo un lavoro "multiculturale", infatti nell'intero CD si canta in italiano, inglese, portoghese, arabo e spagnolo.

Vengono ripresi alcuni classici tipo: This land is your land di Woody Guthrie, Sweet home Chicago di Robert Johnson, Garota de Ipanema di Antônio Carlos Jobim, Libertango di Astor Piazzolla, Candela di Faustino Oramas con arrangiamenti nuovi ideati da Aspesani.
Lo scopo principale di questo album (dopo aver parlato con l'autore del disco) era quello di creare un'ipotetica passeggiata musicale in alcuni vicoli dove si produceva "musica dal mondo" e non.
Moltissimi i musicisti italiani e stranieri invitati (il cantante arabo Mustafà o la brasiliana Mary Mathias ecc.)e, soprattutto, moltissimi sono gli strumenti musicali etnici utilizzati nell'incisione: kora, jembè, shaker ganesi, flauti andini ed indiani, percussioni minori caraibiche e tamburi peruviani.
Curiosità: Per rendere il suono "vintage" della chitarra acustica su Sweet Home Chicago Aspesani ha utilizzato nella parte solista una piccola bottiglia di un noto aperitivo a mo' di anello slide guitar.

## Tracce
1. El condor pasa
2. Bar de periferia (vers. spagnola)
3. Humus
4. Veinte aňos
5. Retrado do Rio
6. Garota de Ipanema
7. Studio su arie spagnole I
8. Luna d'estate (recitativo)
9. Studio su arie spagnole II
10. La città della preghiera (vers. araba)
11. Retrado do Rio reprise
12. Dos gardenias
13. Libertango
14. A periculis cunctis (antica preghiera latina musicata)
15. Vento soffiaci via
16. Santiago
17. This land is your land
18. Boogie woogie bass
19. Sweet home Chicago
20. Electric bass solo
21. Infinitae terrae
22. Studio su ritmi afro-americani
23. Candela (bonus track)